# 2e Nijhoezen
2e Nijhoezen, ook wel Derde Zuurdijk genoemd, is een buurtschap in de gemeente Het Hogeland in de Nederlandse provincie Groningen, behorende tot het dorp Zuurdijk. Het ligt aan de Hoofdweg van Zuurdijk naar Warfhuizen en Schouwerzijl, ten oosten van de gelijknamige buurtschap 1e Nijhoezen. Het gehucht bestaat uit 9 arbeiderswoningen, die zich op 1 na aan noordzijde van de weg bevinden. De status van buurtschap heeft 2e Nijhoezen net als 1e Nijhoezen nog niet zo lang en op kaarten van voor 2000 wordt het dan ook nog niet als zodanig aangeduid.
De buurtschap ontstond als nederzetting van arbeiderswoningen op ongeveer 150 meter ten oosten van 1e Nijhoezen rond 1870, ongeveer 20 jaar nadat boeren uit Zuurdijk hadden getolereerd dat er arbeiderswoningen bij hun dorp werden gebouwd in 1e Nijhoezen. 2e Nijhoezen vormde de tweede en meest recente 'nieuwbouwwijk' van Zuurdijk. De naam 2e Nijhoezen is echter pas zeer recent op de kaarten verschenen; tot voor kort werd het gezien als een gewoon onderdeel van het dorp.

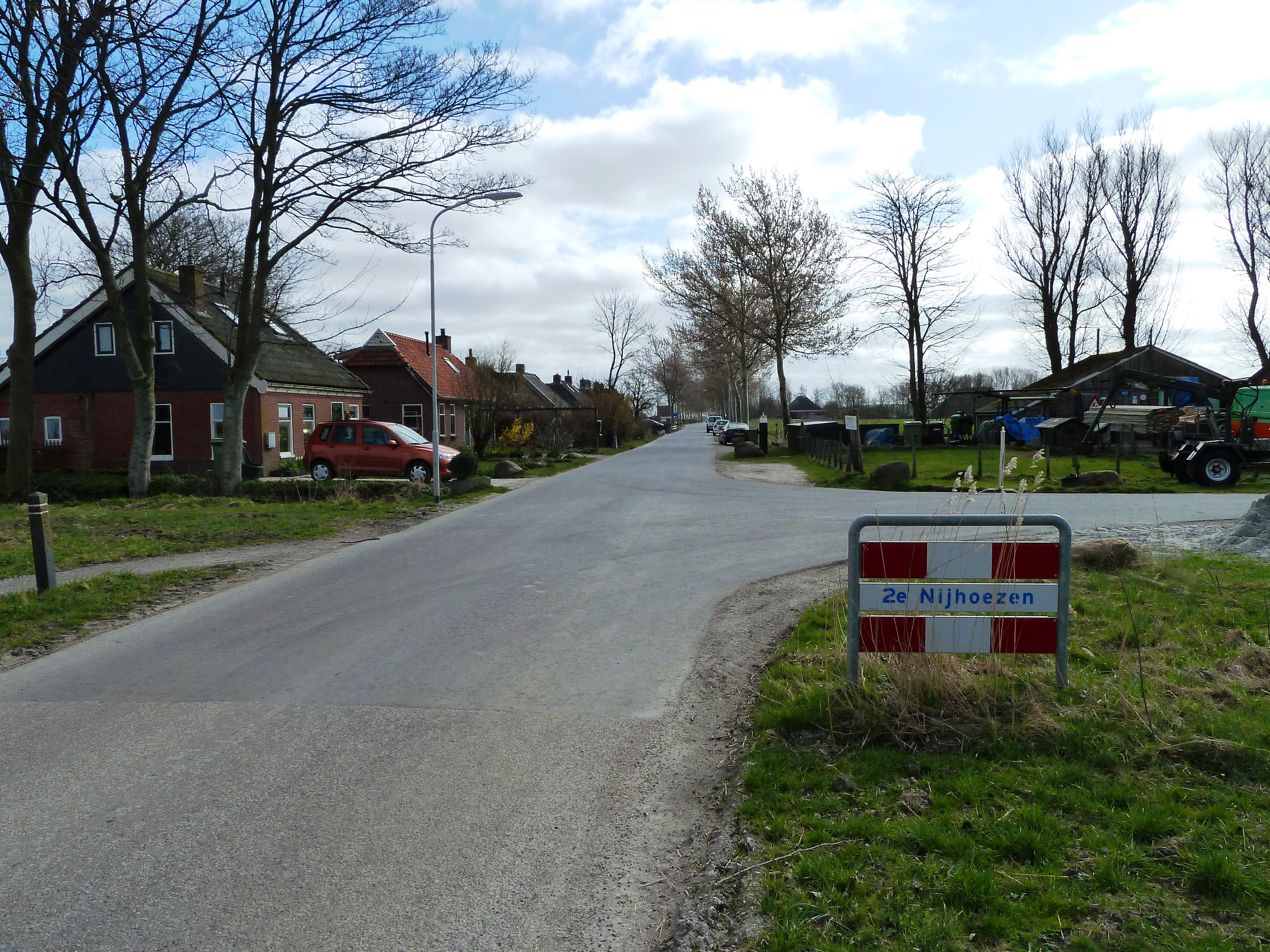
Ingang vanaf de richting 1e Nijhoezen
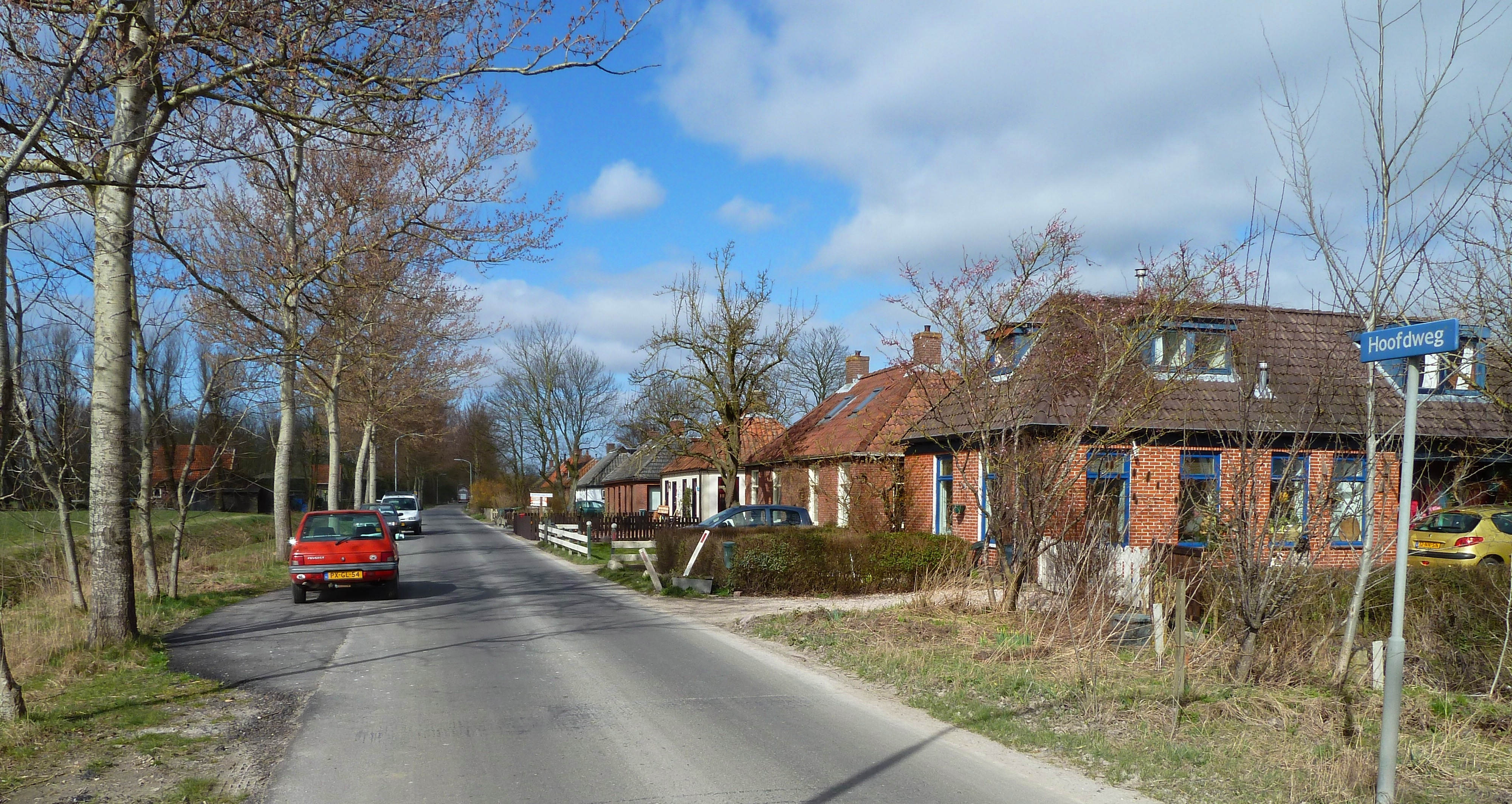
Gezicht op de buurtschap vanaf het oosten
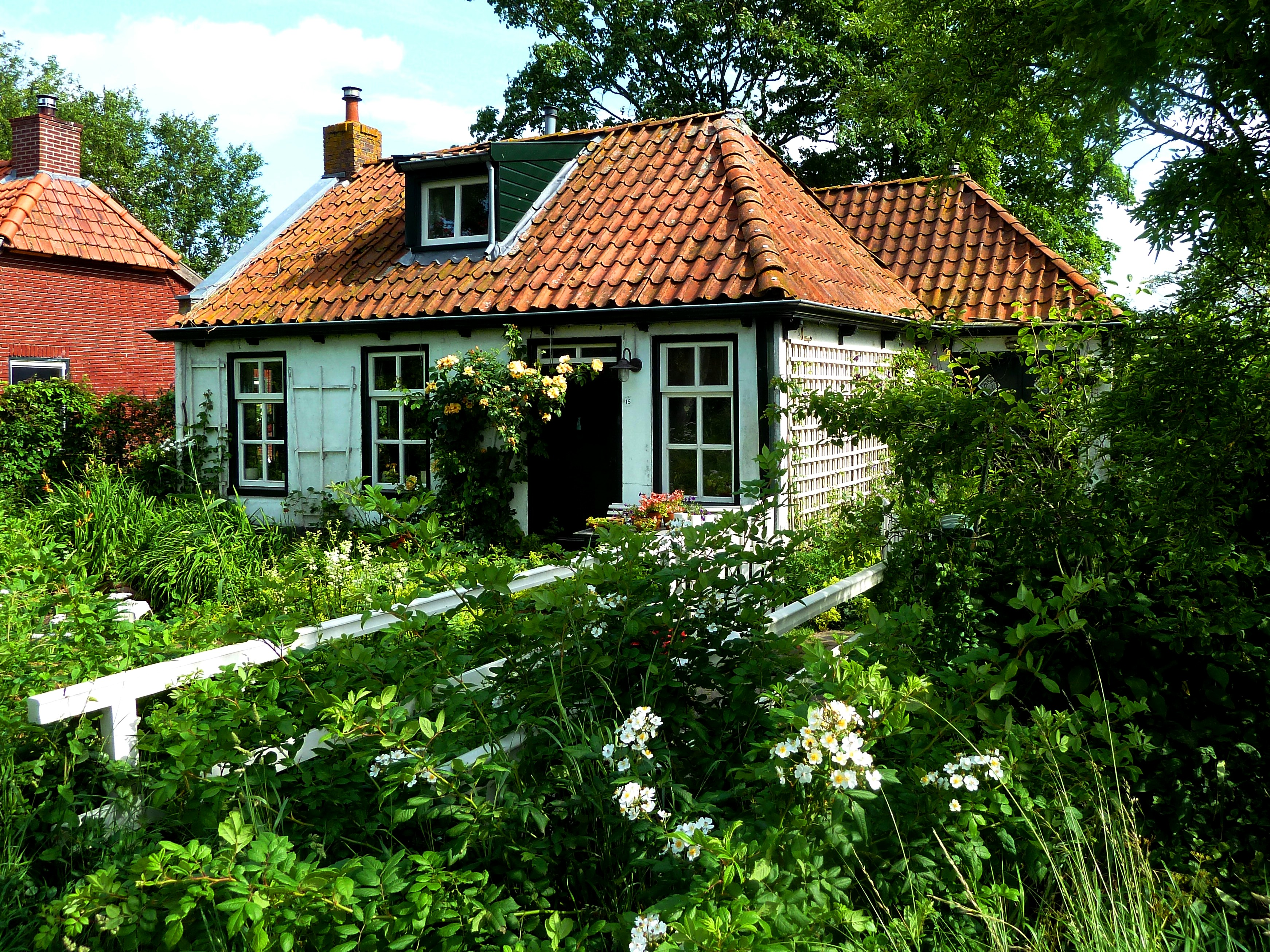
Woning met werkplaats van de vroegere lokale timmerman-aannemer in 2e Nijhoezen

Hoofdplaats: Uithuizen

Dorpen: Adorp · Den Andel · Baflo · Bedum · Eenrum · Eppenhuizen · Hornhuizen · Houwerzijl · Kantens · Kloosterburen · 't Lage van de Weg · Lauwersoog · Leens · Leenstertillen · Lutjewolde · Mensingeweer · Molenrij · Niekerk · Noordwolde · Oldenzijl · Onderdendam · Onderwierum · Oosteinde · Oosternieland · Pieterburen · Rasquert · Rodewolt · Roodeschool · Rottum · Saaxumhuizen · Sauwerd · Startenhuizen (deels) · Stitswerd · Tinallinge · Uithuizermeeden · Ulrum · Usquert · Vliedorp · Vierhuizen · Warffum · Warfhuizen · Wehe-den Hoorn · Westerdijkshorn · Westernieland · Wetsinge · Winsum · Zandeweer · Zoutkamp · Zuidwolde · Zuurdijk

Buurtschappen, gehuchten, wierden en buurten: 1e Nijhoezen · 2e Nijhoezen · 't Aagt · Abbeweer · Alinghuizen · Arwerd · Barnegaten · Bellingeweer · Bethlehem · Beusum · Bokum · Breede · Broek · Het Bultje · De Dingen · De Raken · De Vennen · Den Haver · Deikum · Doodstil · Douwen · Duisterwinkel · Eelswerd · Eemshaven · Elens · Ellerhuizen · Ernstheem · Ewer · Grijssloot · Groot Maarslag · Groot Wetsinge · De Haar · Hammeland · Den Hander · Harssens · Hefswal · Hekkum · Helwerd · Heuvelderij · Hiddingezijl · Holwinde · De Hoogte · De Horn · De Houw · 't Houweel · De Hucht · Kaakhorn · Katershorn · Kattenburg · Klei · Kleine Huisjes · Klein Garnwerd · Klein Maarslag · Klein Wetsinge · Kolham · Koningslaagte · Koningsoord · De Knijp · Kruisweg · Lutje Marne · Lutke Saaxum · Maarhuizen · (Marnehuizen) · Menkeweer · Menneweer · Midhalm · Midhuizen · Mollenhuizen · Nijenklooster · Noordpolder · Noordpolderzijl · Obergum · Oldenzijl · Oldorp · Oosterhorn · Oosterhuizen (Eenrum) · Oosterhuizen (Zuidwolde) · Oudedijk · Oudeschip · Paapstil · Panser · Plattenburg · Polen · Ranum · Reidland · Roodehaan · Schapehals · Schaphalsterzijl · Schilligeham · Schouwen · Schouwerzijl · Sint Annerhuisjes · 't Stort · De Streek · Takkebos · Ter Laan · Tijum · Valcum · Valom · Wadwerd · Walsweer · Westerhorn (De Marne) · Westerhorn (Hogeland) · Westerklooster · Westpolder · Wierhuizen · Wierum · 't Wildeveld · Willemsstreek · Zevenhuizen